# ゴーラ (ブランド)
ゴーラ (Gola) は、イギリスのスポーツシューズ、スポーツ用品ブランドである。イングランド・レスターに本社がある。

## 歴史
1905年5月、ノッティンガムにてジョゼフ・リーソン・アンド・ソン (Joseph Leeson & Son) という小規模な家族経営の会社として始まった。公式サイトによると、ブランド名のゴーラとはゴール (goal) のアナグラムから名付けられた。後年、靴メーカーのウィリアム・ボタリル・アンド・ソンズに買収され、ヨーロッパ有数の規模のスポーツウェアブランドに成長していった。創業から数十年のあいだ、ゴーラの製品はすべてサッカー用スパイクだったが、やがてラグビーをはじめ、クリケット、陸上競技、ボクシングといったの分野にも進出していった。
ブランドの人気は1960年代から1970年代にかけて頂点に達した。当時はケニー・ダルグリッシュ、リヴァプールFCの監督ビル・シャンクリー、有名なサッカー漫画『Roy of the Rovers』の主人公ロイもゴーラを着用していた。1977年のオランダ代表戦でゴールを決めたイングランド代表選手スタン・ボウルズは、着用を願い出たゴーラとアディダス両ブランドへの配慮から両方のスパイクを履いてプレーしたが、その試合のあとには、彼がゴールを決めたときに履いていたのがどちらの製品だったのかについて議論が起きた（ゴーラの公式サイトによれば、ゴールの際に履いていたのはゴーラ製スパイクだったという）。
1980年代以降、ナイキやアディダスが伸長する一方でゴーラは低迷していき、10年間にわたって冬眠状態にあったが、1996年に多くの靴ブランドを傘下におさめるD・ジェイコブソン・アンド・ソンズがゴーラを買収し、1998年に市場展開を再開した。ジェイコブソン社の社長ハーヴィー・ジェイコブソンは、ゴーラの魅力としてその高いブランド認知度を挙げた。再出発後のゴーラはレトロなデザインを強みとしており、スポーツラインのゴーラ・スポーツ (Gola Sport) に加え、レトロラインのゴーラ・クラシックス (Gola Classics) をもうひとつの柱として展開している。ゴーラのスニーカーはポール・ウェラーやロビー・ウィリアムズといったセレブリティによって好まれて履かれている。
2005年時点においてスポーツとクラシックスの売り上げは等しいが、売り上げ内訳ではスポーツはイギリス国内が90%、クラシックスは国際市場が90%を占める。ゴーラ製品は2005年時点において60カ国で販売されている。